# Международные экономические отношения
Международные экономические отношения (МЭО) — экономические отношения между государствами, региональными группировками, транснациональными корпорациями и другими субъектами мирового хозяйства.
Включают валютно-финансовые, торговые, производственные, трудовые и другие отношения. Лидирующей формой международных экономических отношений являются валютно-финансовые отношения.
В современном мире особенно актуальным является глобализация и регионализация международных экономических отношений. Доминирующая роль в установлении мирового экономического порядка принадлежит транснациональному капиталу и международным институтам, среди которых важная роль принадлежит Всемирному Банку и Международному валютному фонду (МВФ). В результате международного разделения труда сформировались мировые полюса экономического и технологического развития (Североамериканский, Западноевропейский и Азиатско-Тихоокеанский). Среди актуальных проблем международных экономических отношений выделяются проблемы создания свободных экономических зон, международных транспортных коридоров и интернет-экономики.

## Мировая экономика
В целом мировую экономику можно определить как совокупность национальных хозяйств и негосударственных структур, объединённых международными отношениями. Мировая экономика возникла благодаря международному разделению труда, что повлекло за собой как разделение производства (то есть международную специализацию), так и его объединение — кооперацию.

## Формы МЭО
Выделяют следующие формы МЭО:
- международная специализация производства и научно-технических работ;
- обмен научно-техническими результатами;
- международная кооперация производства;
- международная торговля;
- информационные, валютно-финансовые и кредитные связи между странами;
- движение капитала и рабочей силы;
- деятельность международных экономических организаций, хозяйственное сотрудничество в решении глобальных проблем.

Поскольку МЭО основываются на международном разделении труда, значение и соотношение основных форм и направлений МЭО определяется углублением МРТ и переходом к его высшим типам.
В этой связи необходимо отметить следующее:
Общий тип МРТ предопределяет межотраслевой международный обмен, в частности товарами добывающих и обрабатывающих отраслей отдельных стран.
Частное разделение труда приводит к развитию и преобладанию международной торговли готовыми изделиями разных отраслей и производств, в том числе внутриотраслевой.
Наконец, единичный тип МРТ означает специализацию на отдельных этапах производства (узлах, деталях, полуфабрикатах и т. п.) и стадиях технологического цикла (переделах), а также в рамках научно-технических, проектно-конструкторских и технологических разработок и даже инвестиционного процесса. Тем самым создаются предпосылки ускоренного роста ёмкости международного рынка, устойчивого расширения МЭО.

## Международная торговля
Междунаро́дная торго́вля — система международных товарно-денежных отношений, складывающаяся из внешней торговли всех стран мира. Международная торговля возникла в процессе зарождения мирового рынка в XVI—XVIII веках. Её развитие — один из важных факторов развития мировой экономики Нового времени. Термин международная торговля впервые использовал в XII веке итальянский учёный-экономист Антонио Маргаретти, автор экономического трактата «Власть народных масс на Севере Италии».

## Международные валютно-кредитные отношения
Валютно-кредитные отношения — финансовые отношения между субъектами разных стран, то есть резидентами и нерезидентами, либо отношения между субъектами права одной страны, предметом которых является переход права собственности на валютные ценности и иных имущественных прав, связанных с валютными ценностями.

## Бреттон-Вудская система
Бреттон-Вудская система, Бреттон-Вудское соглашение (англ. Bretton Woods system) — международная система организации денежных отношений и торговых расчетов, установленная в результате Бреттон-Вудской конференции (с 1 по 22 июля 1944 г.) Названа от имени курорта Бреттон-Вудс (англ. Bretton Woods) в штате Нью-Хэмпшир, США. Конференция положила начало таким организациям, как Международный банк реконструкции и развития (МБРР) и Международный валютный фонд (МВФ). Доллар США стал одним из видов мировых денег, наряду с золотом. Это был переходный этап от золотодевизного стандарта к Ямайской системе.

## Ямайская валютная система
Устанавливала равновесие спроса и предложения валют через свободную торговлю ими.

## Генеральное соглашение по тарифам и торговле
Генеральное соглашение по тарифам и торговле (англ. General Agreement on Tariffs and Trade, GATT, ГАТТ) — международное соглашение, заключенное в 1947 году с целью восстановления экономики после Второй мировой войны, которое на протяжении почти 50 лет фактически выполняло функции международной организации (ныне — Всемирная торговая организация). Основная цель ГАТТ — снижение барьеров в международной торговле. Это было достигнуто снижением тарифных барьеров, количественными ограничениями (импортная квота) и субсидиями торговли через различные дополнительные соглашения. ГАТТ — соглашение, не организация. Изначально, ГАТТ предполагалось преобразовать в полноценную международную организацию, такую как Мировой банк или Мировая торговая организация (МТО). Однако соглашение не было ратифицировано и осталось лишь соглашением. Функции ГАТТ были переданы Всемирной торговой организации, основанной последним раундом переговоров по ГАТТ в начале 1990-х. Историю ГАТТ принято грубо делить на три фазы — первая, с 1947 года до Торквейского раунда (фокусировалось на том, какие именно товары подлежат регулированию и замораживании существующих тарифов); вторая, с 1959 по 1979 года, включала три раунда (снижение тарифов) и третья, Уругвайский раунд с 1986 по 1994 года (расширение ГАТТ до таких новых областей, как интеллектуальная собственность, услуги, капитал и сельское хозяйство; зарождение ВТО).